# Raskovnik

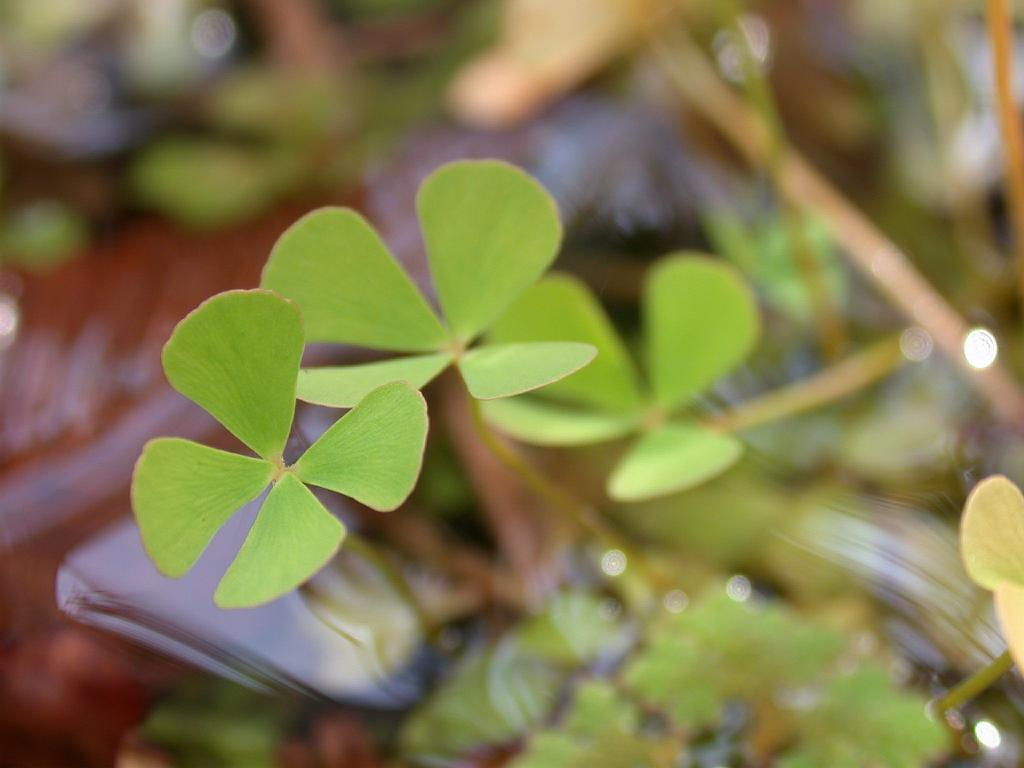
Razkovniche es el nombre búlgaro de la planta real Marsilea quadrifolia, que comparte algunas características con la raskovnik legendaria.

La raskovnik (en cirílico serbio en macedonio: расковник) o razkovniche (en búlgaro: разковниче, pronunciado rɐsˈkɔvnitʃɛ) es una hierba mágica en la mitología de los eslavos (bosnios, búlgaros, croatas, macedonios, montenegrinos, serbios y rusos). De acuerdo a la tradición popular, la raskovnik tiene la propiedad mágica de abrir o descubrir algo que ha estado cerrado u oculto. Sin embargo, las leyendas remarcan la notoria dificultad para reconocer esta hierba, y se cree que sólo ciertos animales ctónicos son capaces de identificarla.

## Nombres
La hierba es conocida con múltiples nombres entre los eslavos meridionales y los nombres varían significativamente según la región. Mientras que razkovniche y raskovnik son los nombres habituales en las lenguas búlgara y serbia respectivamente y la raíz es también preservada en el dialecto de Leskovac como raskov, en algunas partes de Macedonia es conocida como ež trava ("pasto del erizo"). En la vecindad de Bar (Montenegro sudoriental), el término es demir-bozan, un préstamo lingüístico turco que significa "rompedor de hierro". En Sirmia, la planta es referida como špirgasta trava, en Eslavonia es conocida como zemaljski ključ ("llave de tierra"), y en el valle alto del río Sava en Eslovenia como mavričin koren ("raíz de arco iris").